# أبو نبيل الأنباري
أبو نبيل الأنباري يُعرَف أيضًا بـ وسام نجم عبد زيد الزبيدي أو أبو المغيرة القحطاني كان زعيم الدولة الإسلامية في العراق والشام في ليبيا، ويُعتقَد أنه قٌتِل في غارة جوية عسكرية أمريكية على مدينة درنة شرق ليبيا في 13 نوفمبر 2015.

## نبذة عنه
أبو نبيل الأنباري هو مواطن عراقي، كان لفترة طويلة أحد عناصر تنظيم القاعدة، حيث قام بعدة عمليات في العراق في الفلوجة والرمادي من عام 2004 إلى عام 2010 تحت لواء تنظيم القاعدة في العراق، وكان من ضمن وفد تنظيم الدولة الإسلامية الذي أُرسل من العراق إلى ليبيا في سبتمبر 2014، لجمع البيعات لأمير تنظيم الدولة الإسلامية أبي بكر البغدادي وقيادة فرع تنظيم الدولة الإسلامية الوليد في ليبيا.

## أنباء مقتله
يُعتقَد أنه قٌتِل في غارة جوية عسكرية أمريكية على مدينة درنة شرق ليبيا، قامت بها طائرتان حربيتان من طراز إف-15 إيغل في 13 نوفمبر 2015، حيث كان هذا أول عمل عسكري من قبل الولايات المتحدة ضد هدف تنظيم الدولة الإسلامية خارج العراق وسوريا.
قال السكرتير الصحفي للبنتاجون بيتر كوك في بيان عقب نبأ مقتله: «مقتل أبي نبيل سيُضعِف قدرة تنظيم الدولة الإسلامية في ليبيا في إقامة قواعد داخل ليبيا، وفي تجنيد أعضاء جدد، وفي التخطيط لهجمات خارجية على الولايات المتحدة»، وأضاف: «تشير التقارير أنه كان هو المتحدث خلال فيديو إعدام 21 مسيحي مصري في فبراير 2015».
في 15 نوفمبر 2015 نشرت صحيفة ليبيا هيرلد خبرًا نقلًا عن مصادر لم تسمها في درنة أن الأنباري لم يقتل في الغارة الجوية الأمريكية، وأنه لم يكن موجودًا في درنة في ذلك الوقت، بالرغم من إن مجلة دابق قامت بعمل حوار صحفي مع قائد بديل للأنباري في ليبيا في مارس 2016.